# 準同期軌道

準同期軌道の代表例、GPS衛星の軌道

準同期軌道（じゅんどうききどう、semi-geo-synchronous orbit）は、公転周期が1/2恒星日（地球だと11時間58分）の衛星軌道である。
同期軌道（静止軌道はその一種）のちょうど半分の公転周期であり、ケプラーの第3法則より、軌道長半径は同期軌道の {\displaystyle 0.5^{2/3}\approx 0.629996} 倍である。地球では 26,562 km となる。軌道傾斜角が0だと、平均高度は平均海水準面から 20,184 km である。
準同期軌道は中軌道 (MEO) に含まれる。ただし、軌道離心率の高いモルニヤ軌道は、低軌道領域から静止軌道の外までを移動する。
準同期衛星の天球上の動きは低軌道衛星に似ており、（軌道傾斜角が90度未満ならば）常に東に動き、西から出て東に沈む。これは同期衛星が天球上の狭い区画を出ることがないのとは大きく異なる。しかし、天球上を通るルートは（昇交点移動を無視すれば）一定しており、これは同期衛星に似ている。

## 主な準同期衛星
- GPS衛星 (Navstar)
- モルニヤ衛星